# مسعودي الثانية (دار خوين)
مسعودي الثانية (بالفارسية: مسعودی دو) هي منطقة سكنية تقع في إيران في قسم دار خوين الريفي. يقدر عدد سكانها بـ 74 نسمة بحسب إحصاء 2016.